# Старков, Александр Петрович
Алекса́ндр Петро́вич Старко́в (латыш. Aleksandrs Starkovs; род. 26 июля 1955, Мадона) — советский футболист и латвийский тренер, мастер спорта СССР. Работал в России.

## Клубная карьера
Воспитанник латвийского футбола. Первый тренер — Бронислав Липшанс. В качестве игрока выступал в основном за рижскую «Даугаву» в первой и второй советской лиге, долгое время был капитаном команды и одним из самых результативных игроков первой лиги чемпионатов СССР. Член символического «Клуба 100», как забивший более 100 мячей в первой лиге.
Окончил строительный факультет Рижского политехнического института, Латвийский государственный институт физкультуры.

## Тренерская карьера
В 1991 году окончил Высшую школу тренеров. В 1992 году был помощником Яниса Скределиса в клубе «Компар/Даугава».
В конце 1992 года приглашён в рижский «Сконто» на должность главного тренера. Долгое время тренировал «Сконто», добившись с ним немалых успехов на внутренней арене. Параллельно был ассистентом главного тренера, а с 2001 года главным тренером сборной Латвии. В 2003 году вывел сборную Латвии в финальный раунд чемпионата Европы 2004 года, что стало наивысшим достижением в её истории.
После чемпионата Европы возглавил московский «Спартак». В 2005 году привёл спартаковцев к серебряным медалям чемпионата России, отстав от ЦСКА на 6 очков (до этого два сезона клуб не попадал в тройку лучших в чемпионате). Лидерами команды были Войцех Ковалевски, Неманья Видич, Егор Титов, Денис Бояринцев, Роман Павлюченко. В 2006 году довёл «Спартак» до полуфинала Кубка России (в четвертьфинале был обыгран «Локомотив»). Однако уже в конце апреля 2006 года, накануне полуфинальных матчей на Кубок против «Сатурна», Старков подал в отставку в результате конфликта с капитаном команды Дмитрием Аленичевым. В итоге «Спартак», который принял Владимир Федотов, уступил в финале Кубка ЦСКА (0:3), а в чемпионате России 2006 года занял второе место, проиграв всего дважды в 30 матчах, но уступив ЦСКА по дополнительным показателям.
В 2006 году получил тренерскую лицензию категории Pro. Старков вновь возглавил сборную Латвии в 2007 году после того, как был отправлен в отставку Юрий Андреев после проигрыша Лихтенштейну. Он подписал контракт на 1 год с возможным продлением до 2012 года. Возвращение оказалось достаточно удачным, в отборочном турнире к чемпионату мира 2010 года сборная Латвии заняла в своей группе 3-е место, лишь немного не дотянув до стыковых матчей.
11 июля 2013 года подал в отставку с поста главного тренера сборной Латвии.
В феврале 2016 года Старков вернулся в сборную Латвии, войдя в тренерский штаб Марьяна Пахаря, а в апреле 2017 года — принял национальную команду в качестве главного тренера.
3 апреля 2018 года решением правления ЛФФ был отправлен в отставку с должности главного тренера сборной Латвии.
С 1 мая по 28 сентября 2019 года был главным тренером «Лиепаи».

## Личная жизнь
Женат, имеет сына и 2 дочерей.

## Клубная статистика
| Клуб             | Сезон            | Чемпионат | Чемпионат | Кубок | Кубок | Всего | Всего |
| Клуб             | Сезон            | Матчи     | Голы      | Матчи | Голы  | Матчи | Голы  |
| ---------------- | ---------------- | --------- | --------- | ----- | ----- | ----- | ----- |
| Даугава (Рига)   | 1976             | 23        | 0         | 1     | 0     | 24    | 0     |
| Даугава (Рига)   | 1977             | 36        | 18        | ?     | ?     | ?     | ?     |
| Динамо (Москва)  | 1978             | 0         | 0         | ?     | ?     | 0     | 0     |
| Даугава (Рига)   | 1978             | 39        | 12        | ?     | ?     | ?     | ?     |
| Даугава (Рига)   | 1979             | 41        | 16        | 0     | 0     | ?     | ?     |
| Даугава (Рига)   | 1980             | ?         | ?         | ?     | ?     | ?     | ?     |
| Даугава (Рига)   | 1981             | 29        | 13        | 0     | 0     | ?     | ?     |
| Даугава (Рига)   | 1982             | 41        | 16        | 0     | 0     | 41    | 16    |
| Даугава (Рига)   | 1983             | 37        | 14        | 1     | 0     | 38    | 14    |
| Даугава (Рига)   | 1984             | 40        | 11        | 1     | 0     | 41    | 11    |
| Даугава (Рига)   | 1985             | 42        | 25        | 4     | 3     | 46    | 28    |
| Даугава (Рига)   | 1986             | 42        | 22        | 4     | 1     | 46    | 23    |
| Даугава (Рига)   | 1987             | 40+1      | 16        | 2     | 0     | 42+1  | 16    |
| Даугава (Рига)   | 1988             | 27        | 5         | 0     | 0     | 27    | 5     |
| Даугава (Рига)   | 1989             | 9         | 1         | 0     | 0     | 9     | 1     |
| Всего за карьеру | Всего за карьеру | ?         | ?         | ?     | ?     | ?     | ?     |

- В 1981 и 1985 играл в переходных турнирах (… матча).

## Достижения

### Командные
Сконто
- Чемпион Латвии: (12) 1993, 1994, 1995, 1996, 1997, 1998, 1999, 2000, 2001, 2002, 2003, 2004
- Обладатель Кубка Латвии: (6) 1995, 1997, 1998, 2000, 2001, 2002
- Обладатель Кубка Ливонии: (2) 2003, 2004
- Победитель Балтийской лиги: (1) 2010/11
- Бронзовый призёр Чемпионата Латвии: 2009
- Финалист Кубка Латвии: 1996, 1999, 2003, 2004
- Финалист Кубка чемпионов Содружества: 2001, 2003, 2004
- Финалист Кубка президента Туркменистана: 1996
- Финалист Кубка Ливонии: 2011

 Спартак
- Серебряный призёр Чемпионата России: 2005

Итого: 21 трофей

### Личные
- Лучший игрок Латвии: 1954—2003 (к 50-летию УЕФА)

## Награды
- 24.03.2010 — офицер ордена Трёх звёзд IV степени (Латвия)[11].